# Algyroides marchi
Algyroides marchi là một loài thằn lằn trong họ Lacertidae. Loài này được Valverde mô tả khoa học đầu tiên năm 1958.